# Jeanne-Élisabeth de Bade-Durlach
Jeanne-Élisabeth de Bade-Durlach (en allemand Johanna Elisabeth von Baden-Durlach) est une noble allemande, fille de Frédéric VI de Bade-Durlach (1617-1677) et de Christine-Madeleine de Deux-Ponts-Cleebourg (1616-1662). Elle est née à Karlsbourg (Allemagne) le 16 novembre 1651 et meurt à Ansbach le 8 octobre 1680.

## Mariage et descendance
Le 5 février 1672, elle se marie à Durlach avec Jean-Frédéric de Brandebourg-Ansbach (1654-1686), fils d'Albert II de Brandebourg-Ansbach (1620-1667) et de Sophie-Marguerite d'Oettingen-Oettingen (1634-1664). Ils ont cinq enfants :
- Léopold-Frédéric (29 mai 1674 – 21 août 1676) ;
- Christian-Albert (18 septembre 1675 – 16 octobre 1692) ;
- Dorothée-Frédérique de Brandebourg-Ansbach (12 août 1676 – 13 mars 1731), épouse en 1699 le comte Johann Reinhard III de Hanau-Lichtenberg ;
- Georges-Frédéric II (3 mai 1678 – 29 mars 1703) ;
- Charlotte (29 juin 1679 – 24 janvier 1680).